# Morfydd Clark
Morfydd Clark (nascida em 17 de março de 1989) é uma atriz galesa.   Ela é conhecida por seus papéis no cinema, como Maud em Saint Maud e Dora Spenlow em The Personal History of David Copperfield, e na televisão como Mina Harker em Dracula, Sister Clara em His Dark Materials e Galadriel em O Senhor dos Anéis: Os Anéis do poder.

## Juventude
Clark nasceu na Suécia e se mudou com sua família para Penarth, País de Gales, quando ela tinha 2 anos.  Ela descreveu seu pai como um "Galês da Irlanda do Norte", e seu lado materno é do norte de Gales.  Ela é fluente em inglês e galês, tendo sido matriculada com sua irmã em uma escola de língua galesa quando ela tinha 7 anos.  Depois de lutar com dislexia e TDAH, ela deixou a escola aos 16 anos.  Em 2009, ela foi aceita na produção do British Youth Music Theatre de According With Brian Haw  e no National Youth Theatre of Wales, antes de treinar no Drama Centre London. 

## Carreira

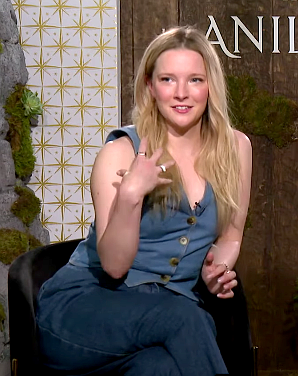
Clark em 2022.

Clark deixou o Drama Center em seu último período para estrelar a peça de Saunders Lewis, Blodeuwedd, com Theatr Genedlaethol Cymru. Ela apareceu em Violence and Son no Royal Court, como Julieta em Romeu e Julieta no Crucible Theatre, Sheffield, e em Les Liaisons Dangereuses no Donmar Warehouse.  Ela interpretou Frederica Vernon no filme de Whit Stillman Love & Friendship. 
Em 2016, ela apareceu no filme The Call Up  e como Cordélia em Rei Lear no The Old Vic.  Em dezembro de 2019, foi relatado (e no início de 2020, confirmado) que Clark interpretaria uma versão mais jovem da personagem Galadriel em O Senhor dos Anéis: Os Anéis do Poder no Amazon Prime. 

## Filmografia

### Filmes
| Ano  | Título                                          | Papel            | Notas |
| ---- | ----------------------------------------------- | ---------------- | ----- |
| 2014 | Madame Bovary                                   | Camila           |       |
| 2014 | The Falling                                     | Pamela Charron   |       |
| 2016 | Pride and Prejudice and Zombies                 | Georgiana Darcy  |       |
| 2016 | Amor e Amizade                                  | Frederica Vernon |       |
| 2016 | National Theatre Live: Les Liaisons Dangereuses | Cécile Volanges  |       |
| 2016 | The Call Up                                     | Shelly           |       |
| 2017 | Interlude in Prague                             | Zuzanna Lubtak   |       |
| 2017 | The Man Who Invented Christmas                  | Kate Dickens     |       |
| 2019 | Crawl                                           | Beth Keller      |       |
| 2019 | The Personal History of David Copperfield       | Dora Spenlow     |       |
| 2019 | Eternal Beauty                                  | Jovem Jane       |       |
| 2019 | Saint Maud                                      | Maud             |       |

### Televisão
| Ano  | Título                                | Papel          | Notas                                         |
| ---- | ------------------------------------- | -------------- | --------------------------------------------- |
| 2014 | New Worlds                            | Amélia         | minissérie de TV                              |
| 2014 | A Poet in New York                    | Nancy Wickwire | filme de TV                                   |
| 2015 | Arthur & George                       | Mary           | Episódio: "1.1"                               |
| 2018 | The Alienist                          | Caroline Bell  | Episódio: "Sorriso de Prata"                  |
| 2018 | The City and the City                 | Yolanda Stark  | Episódios: "Breach", "Orciny"                 |
| 2018 | Patrick Melrose                       | Debbie Hickman | Episódios: "Más notícias", "Alguma esperança" |
| 2018 | Outsiders                             | Maria          | filme de TV                                   |
| 2019 | His Dark Materials                    | Irmã Clara     | 4 episódios                                   |
| 2020 | Drácula                               | Mina Harker    | 2 episódios                                   |
| 2022 | O Senhor dos Anéis: Os Anéis do Poder | Galadriel      | Série de TV em produção                       |

## Prêmios e indicações
| Ano  | Prêmio                                              | Categoria                        | Obra                                                 | Resultado |
| ---- | --------------------------------------------------- | -------------------------------- | ---------------------------------------------------- | --------- |
| 2020 | Círculo dos Críticos de Cinema de Dublin            | Prêmio Revelação                 | Saint Maud e a história pessoal de David Copperfield | Venceu    |
| 2021 | Prêmios de Cinema do Círculo de Críticos de Londres | Atriz britânica/irlandesa do ano | Santa Maud e Beleza Eterna                           | Venceu    |
| 2021 | Prêmios de Cinema Independente Britânico            | Melhor atriz                     | Santa Maud                                           | Nomeada   |
| 2021 | Prêmios da Academia Britânica de Cinema             | Prêmio Estrela em Ascensão       | Prêmio Estrela em Ascensão                           | Nomeada   |